# Michael Gaenßler
Michael Gaenßler (* 25. Mai 1942 in München) ist ein deutscher Architekt und Hochschullehrer, Maler und Fotograf.

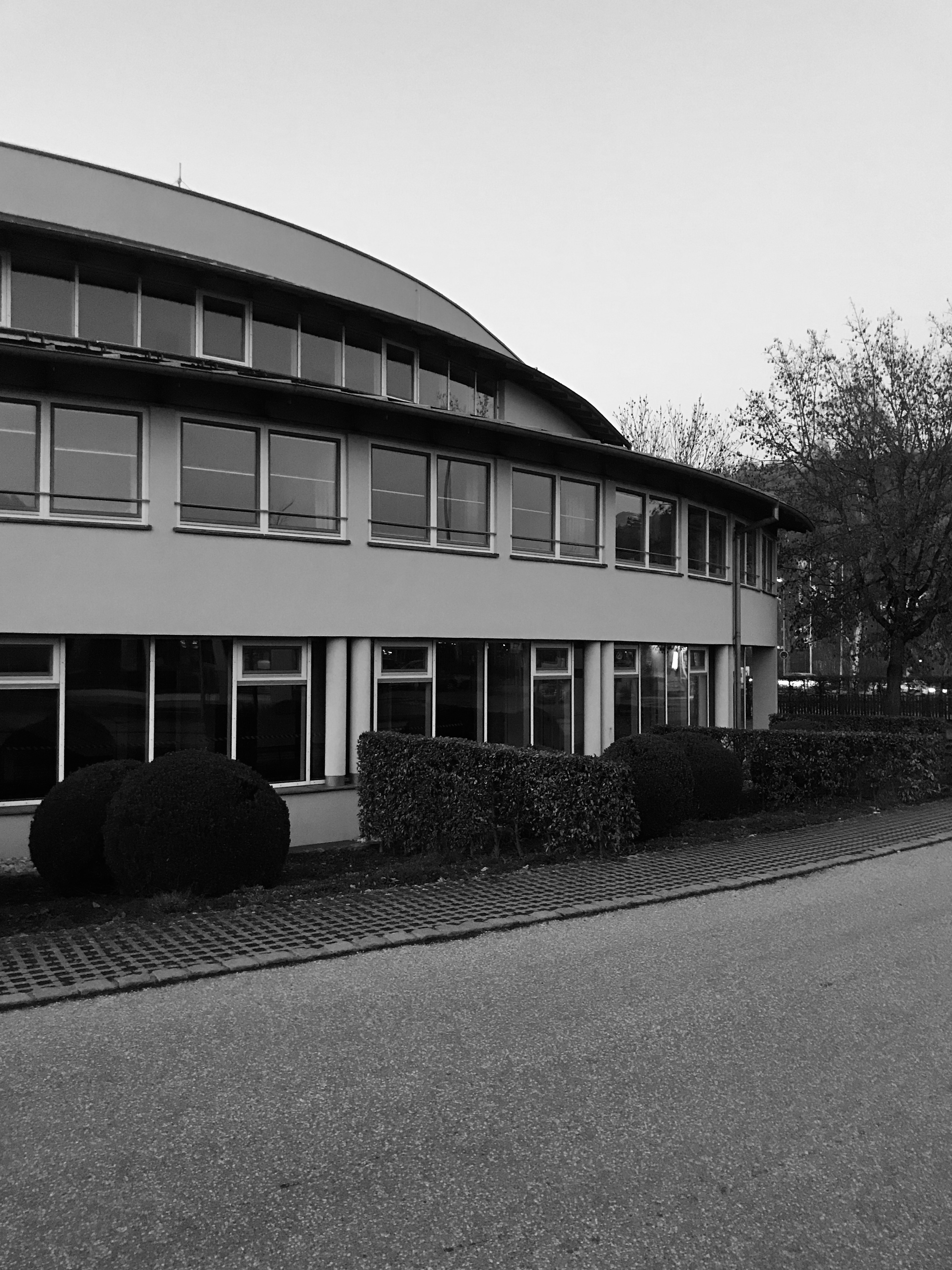
Stadtwerke Eichstätt

## Werdegang
Michael Gaenßler studierte von 1961 bis 1966 Architektur an den Technischen Universitäten München und Wien. Von 1966 bis 1968 war er Mitarbeiter im Studio Luigi Moretti in Rom. Von 1969 bis 1973 war er Wissenschaftlicher Assistent am Lehrstuhl für Entwerfen und Raumkunst, Johannes Ludwig, und von 1973 bis 1977 am Lehrstuhl Entwerfen, Raumgestaltung und Sakralbau, Friedrich Kurrent, an der Technischen Hochschule München. Seit 1977 führt er ein eigenes Architekturbüro in München, von 1977 bis 1982 in Partnerschaft mit Theodor Hugues.

### Lehrtätigkeit
Von 1982 bis 2007 lehrte er als Professor für Entwerfen und Baukonstruktion an der Fachhochschule München, von 1998 bis 2007 war er als Nachfolger von Rüdiger Möller Dekan der Architekturfakultät.

## Bauten

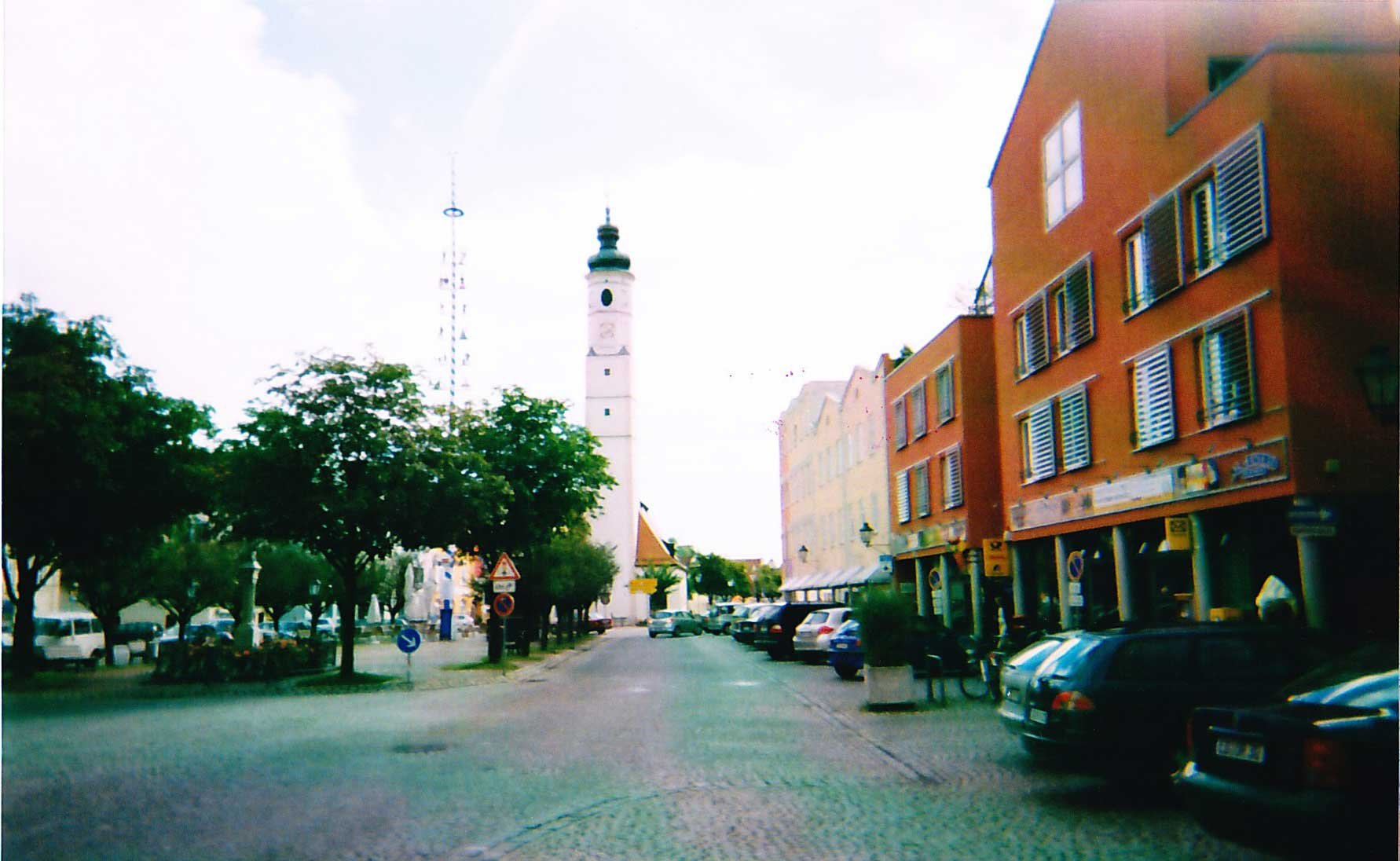
Marienhof, Dorfen

in Arbeitsgemeinschaft mit Theodor Hugues:

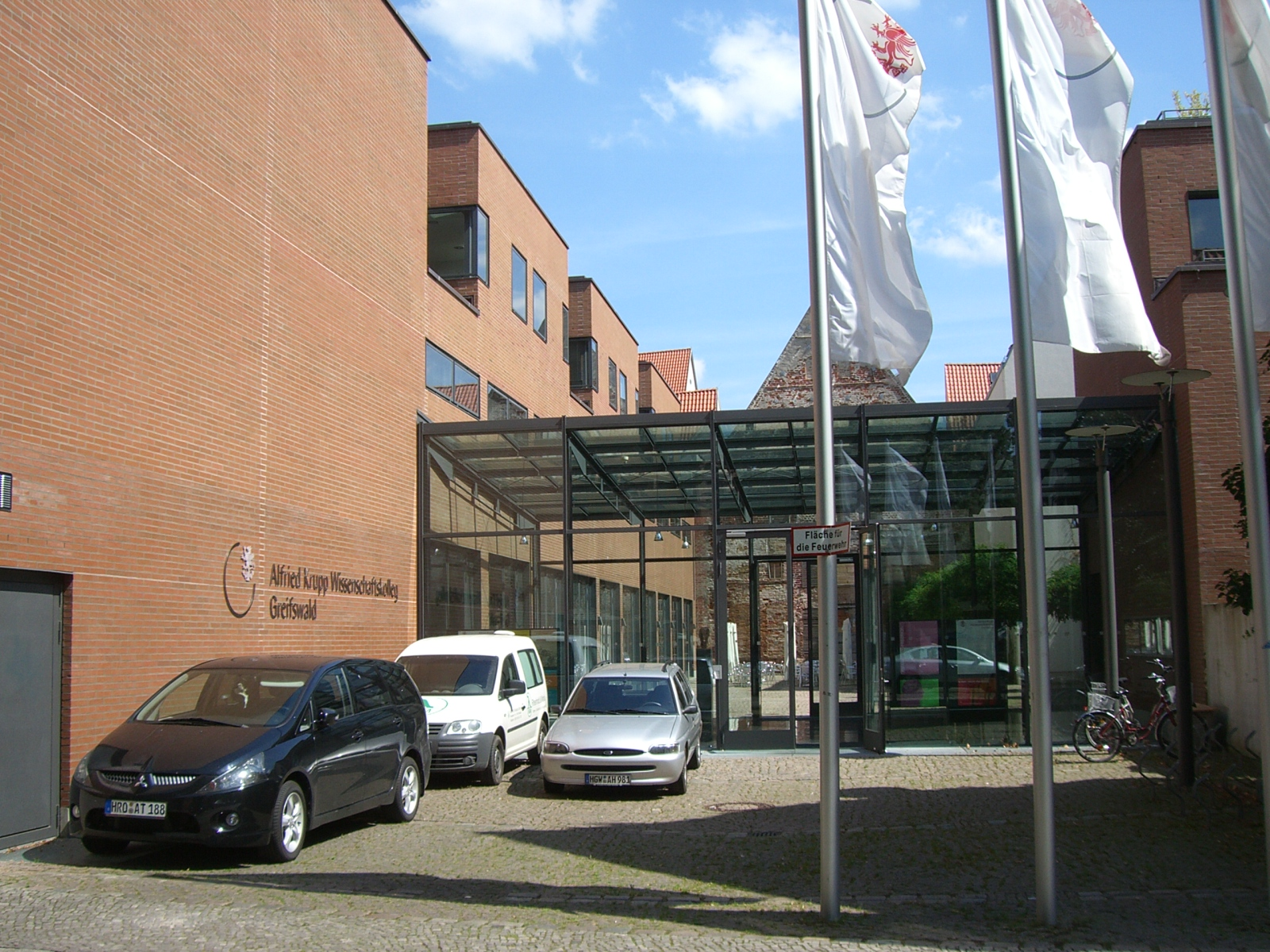
Alfried Krupp Wissenschaftskolleg Greifswald

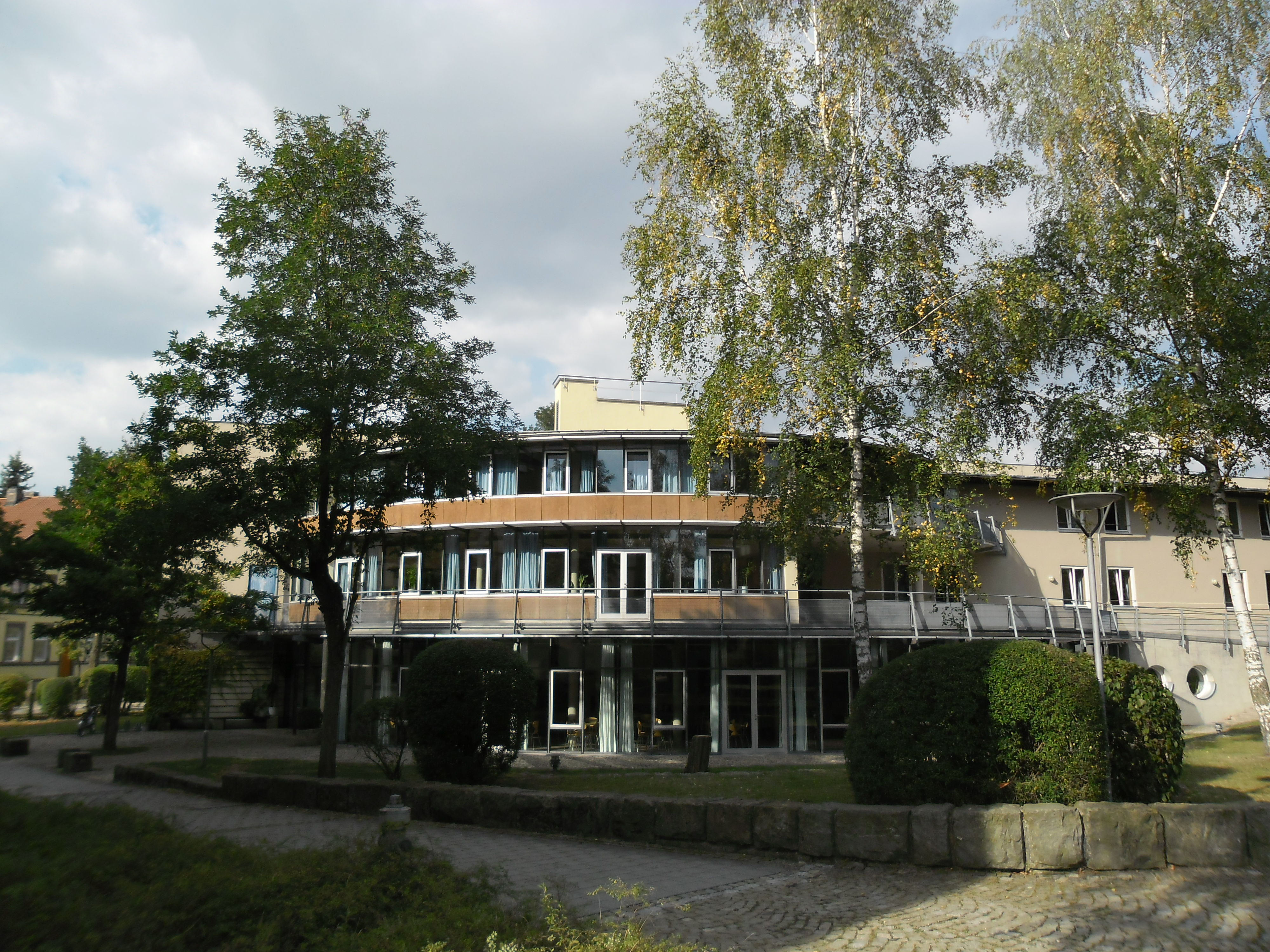
Evangelisch-lutherisches Studienheim Windsbach

- 1978–1981: Müttergenesungsheim St. Stilla, Eichstätt-Marienstein
- 1980–1983: Erweiterung Landeskirchenamt München
- 1981–1983: Altenheim und Pfarrzentrum St. Johannes, Neumarkt Oberpfalz

eigene Bauten:
- 1984–1986: Evang.-Luth. Gemeindehaus und Altenwohnungen, Pfaffenhofen / Ilm
- 1986–1988: Stadtwerke, Eichstätt
- 1987–1988: Evang.-Luth. Gemeindezentrum, Hausham
- 1990–1991: Stadtbibliothek, Neuburg a. d. Donau
- 1990–1996: Internatsgebäude Windsbacher Knabenchor, Windsbach
- 1991: Bushaltestelle, Bayreuth
- 1991–1992: Wohnanlage Birkenleiten, München
- 1991–1992: Erweiterung Von-Bomhard-Gymnasium, Uffenheim
- 1992–1993: Wohnanlage Mühlenweg, Mittenwald
- 1992–1996: Evang.- Luth. Gemeindezentrum und Kindergarten, Röttenbach
- 1997–1998: Wohnanlage Urbanstraße, München
- 1998–1999: Geschäftshaus und Hotel, Dorfen
- 2000–2004: Alfried Krupp Wissenschaftskolleg, Greifswald[1]
- 2005: Sakristei St. Jakob, Dachau
- 2006–2008: Kindergarten St. Raphael
- 2010–2013: Pfarrzentrum St. Andreas, Wolfratshausen
- 2014–2017: Renovierung Kirche St. Raphael, München
- 2016–2019: Tierheim, Freising
- 2019–2020: Aussegnungshalle Friedhof Holzkirchen

## Vorträge
- 2019: Kunstverein Ingolstadt, Michael Gaenssler über Hans Döllgast[2]